# Dois dias e duas noites de música nova
Dois dias e duas noites de música nova (em ucraniano:  Два дні й дві ночі нової музики) ou 2D2N (em ucraniano:  2Д2Н) é um festival anual de música de 48 horas realizado em Odessa, na Ucrânia. O festival apresenta novas músicas de artistas ucranianos e internacionais, principalmente no género musical experimental. Fundado por Karmella Tsepkolenko em 1995, é organizado pela Association for New Music, secção ucraniana da International Society for Contemporary Music. O actual presidente do festival é o compositor e maestro alemão Bernhard Wulff. Tendo crescido continuamente desde o seu início, o 2D2N é considerado um dos maiores festivais de música da Ucrânia. É financiado através de apoio governamental, doadores privados e várias agências e projectos governamentais internacionais, incluindo os de Israel, Suécia e Suíça.